# Polymastia thielei
Polymastia thielei är en svampdjursart som beskrevs av Koltun 1964. Polymastia thielei ingår i släktet Polymastia och familjen Polymastiidae.
Artens utbredningsområde är Norra Ishavet. Inga underarter finns listade i Catalogue of Life.